# Noi doi
«Noi doi» (en español: «Nosotros dos»; estilizado como «Noi 2») es una canción grabada por la cantante rumana Alexandra Stan para su cuarto álbum de estudio, Mami (2018). Se estrenó en formato digital el 8 de agosto de 2017 a través de Alexandra Stan Records. La pista fue escrita y producida por la artista, junto con Chriss JustUs en su composición, y con Cristian Tarcea, Alex Parker y Laurențiu Popescu en su producción. «Noi doi» es el primer sencillo de Stan escrito e interpretado en rumano. Líricamente, la cantante le pide a su novio que pase un día con ella en la playa. «Noi doi» recibió elogios de la crítica por su estilo veraniego y las voces de Stan. Un video musical para la canción fue subido al canal oficial de Stan en YouTube simultáneamente con el estreno del sencillo. Filmado por Bogdan Paun, el videoclip presenta a Stan y dos chicas paseando en un yate. Comercialmente, la canción alcanzó el puesto número 80 en Rumania.

## Antecedentes y composición
«Noi doi» fue escrita y producida por la artista, junto con Chriss JustUs en su composición, y con Cristian Tarcea, Alex Parker y Laurențiu Popescu en su producción. Tarcea se encargó de la mezcla y masterización en los estudios Thrace Music en Constanza, Rumania. «Noi doi» es el primer sencillo de Stan, como artista principal, escrito e interpretado en rumano. La cantante previamente interpretó líneas en rumano para los sencillos «Mor de dor» (2010) con Hi-Q, «Inima de gheață» (2014) con Trupa Zero, «Motive» (2015) con Dorian y «Au gust zilele» (2016) con Criss Blaziny. El sencillo se estrenó en formato digital el 8 de agosto de 2017 a través de Alexandra Stan Records, y fue el segundo lanzado bajo su propio sello discográfico después de «Boy Oh Boy».
Las letras de «Noi doi», traducidas al español, presentan una invitación a su interés amoroso: «Cariño / Podrías hacerme un favor / Si vienes al mar / Podríamos estar bajo el sol / Bajo el sol, nosotros dos». Con respecto a esto, Stan comentó durante un comunicado de prensa: «Soy la chica del mar, Me alimento con el sol, Amo la energía del agua y pienso que eso es lo que el mar significa: alegría, diversión, donde el estrés desaparece y también es el lugar ideal para iniciar relaciones».

## Recepción
Jonathan Currinn, del sitio web CelebMix, elogió las voces «relajadas y confidentes» de Stan en rumano, y etiquetó la canción como un «himno de verano relajante» y «la música pop rumana en su mejor momento». Además describió a «Noi doi» como un gran sucesor para «Boy Oh Boy», comparándolo con otros sencillos de la artista como «Vanilla Chocolat» (2014) y «Écoute» (2016). Comercialmente, «Noi doi» debutó en el puesto número 84 en la lista Airplay 100 de Rumania en la semana del 24 de septiembre de 2017, ascendiendo hasta su punto máximo en el número 80 en su siguiente semana.

## Video musical y promoción
Stan interpretó una versión acústica de «Noi doi» para la estación de radio rumana Kiss FM el 15 de agosto de 2017. Un video musical de acompañamiento para la canción fue filmado por Bogdan Paun de la compañía NGM Creative y subido al canal oficial de la cantante en YouTube el 8 de agosto de 2017. Alexandru Mureșan se desempeñó como el director de fotografía, mientras que Alex Ifimov y Anca Staruiala se encargaron de los peinados, el maquillaje y el estilo artístico. El video presenta a Stan y dos chicas paseando por las olas del mar en un yate. Otras escenas muestran a la cantante desfilando con una banana inflable, interpretando la canción frente a un auto azul, e ingresando en lo que parece ser un circo con sus dos compañeras.
Un editor de Antena 1 explicó que el video muestra a «una pandilla de chicas juguetonas, divirtiéndose, con Stan como la capitana del grupo». Currinn, de CelebMix, elogió el video por relacionarse bien con la canción y lo describió como «muy descarado y saca a relucir totalmente [...] el lado coqueto de Stan». Mientras escribía para su propio sitio web, Currinn especuló que una escena que retrata a la cantante y las dos chicas sacando una toalla de la cintura de un hombre podría representar al novio de Stan en la vida real Bogdan Stăruială.

## Formatos
| Descarga digital |           |          |  |
| N.º              | Título    | Duración |  |
| 1.               | «Noi doi» | 3:24     |  |

## Personal
Créditos adaptados de YouTube.
| Estudios - Grabado en Thrace Music Studio en Constanza, Rumania. Créditos de composición y técnicos - Alexandra Stan – voz principal, compositora, productora - Chriss JustUs – compositor - Alex Parker – productor - Laurențiu Popescu – productor - Cristian Tarcea – productor, mezcla, masterización | Créditos visuales - Alex Ifimov – peinados, maquillaje, estilos - Alexandru Mureșan – director de fotografía - Bogdan Paun – director - Anca Staruiala – estilos |

## Posicionamiento en listas
| Rumania | Airplay 100 | 80 |

## Historial de lanzamiento
| Región | Fecha               | Formato(s)       | Discográfica   |
| ------ | ------------------- | ---------------- | -------------- |
| Mundo  | 8 de agosto de 2017 | Descarga digital | Alexandra Stan |